# Orang Asli

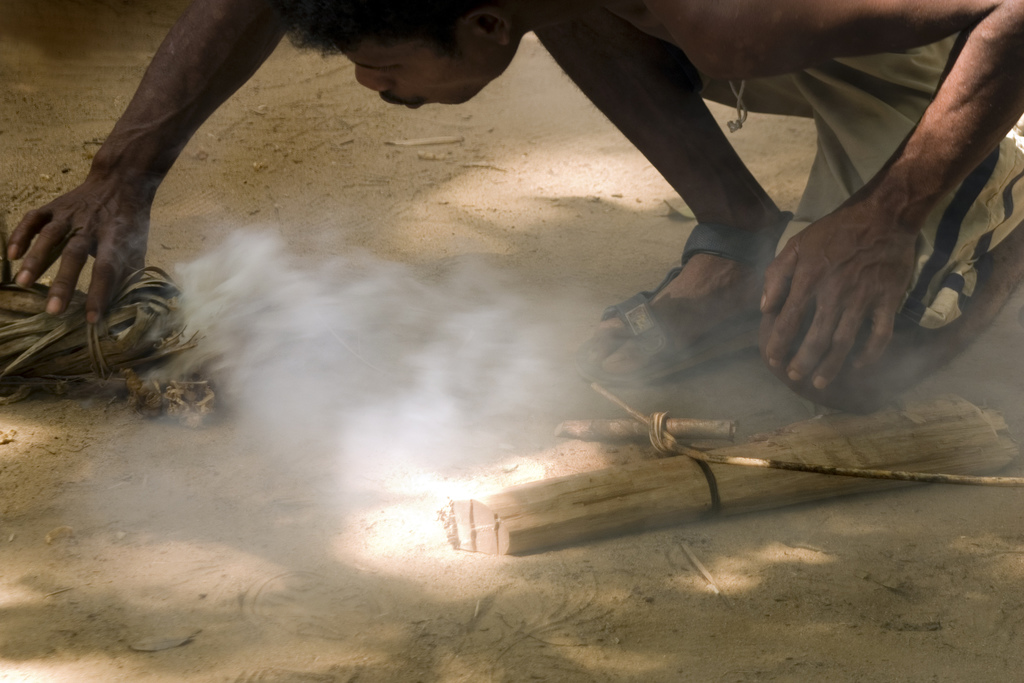
Tradycyjny sposób rozpalania ognia

Orang Asli (malajski: „pierwsi ludzie, autochtoni”) – ogólne określenie (również prawne) autochtonicznych ludów zamieszkujących górzyste wnętrze Półwyspu Malajskiego. Ludy te tradycyjnie dzieli się na trzy podgrupy: Semangów (Negrytów), Senoi oraz Proto-Malajów (Orang Melayu Asli). Podział ten nie odzwierciedla jednakże rzeczywistych różnic językowo-etnicznych, zasadniczo wyróżnia się około 18 różnych grup, posługujących się językami austronezyjskimi (np. językiem jakun) i austroazjatyckimi (aslijskimi). Ich populacja wynosi w przybliżeniu 150 tys. osób. Stanowią łącznie około 0,5% społeczeństwa Malezji.

## Historia
W XVIII i XIX w. Orang Asli byli obiektem rajdów handlarzy niewolników.
Po drugiej wojnie światowej współpracując z armią malezyjską znacznie przyczynili się do wyeliminowania partyzantki komunistycznej, dzięki czemu przyznano im ochronę i oficjalny status bumiputra (Synów Ziemi), na równie z Malajami. Istnieją programy społeczne mające na celu ułatwić im dostęp do oświaty i większą integrację ze społeczeństwem malezyjskim, jednak do tej pory 77% Orang Asli żyje poniżej progu ubóstwa.